# Filature Ramond
La Filature Ramond est une filature datant de 1841, devenue un musée en 1994, située à Lacaune,  17 rue Rhin-et-Danube.

## Historique
La filature a été installée à Lacaune en 1841 par Jean Chabbert. Ce dernier veut transformer sur place la laine des moutons qui sont élevés dans les montagnes environnantes. Il construit un vaste bâtiment dans lequel il installe des battoirs, des cardeuses et un métier à tisser qu'il a fait venir de la manufacture Mercier située dans l'Eure, ainsi que des bobinoirs. Pour assurer la production d'énergie nécessaire au fonctionnement de ces machines, on a capté l'eau d'un ruisseau qui descendait de la colline. Cette eau faisait tourner une turbine entraînant l'arbre de transmission principal qui faisait fonctionner les machines. Pour réguler le débit de l'eau et la puissance de la chute, un système de réservoirs a été construit. Ce système de production d'énergie a été utilisé jusqu'à la vente de la filature par la famille Chabbert, en 1909.
La filature est rachetée par Émile et Jacques Viala. Ils ont alors installé une machine à vapeur. Émile Viala était ferblantier à Lacaune. 
L'usine est achetée en 1923 par un industriel de Roquecourbe, René Carayon. Il loue la filature en 1924 à Omer Léon Ramond qui la rachète en 1926. En 1940, il fait fonctionner la filature avec des moteurs électriques.
La situation économique de la filature se dégrade dans les années 1950 quand la laine vierge est concurrencée par les fibres synthétiques. En une douzaine d'années, les dix ouvriers qui faisaient fonctionner la filature sont progressivement licenciés puis l'entreprise cesse toute activité en 1992. 
L'ensemble des machines a été très bien entretenu. Le dernier filateur, Louis Ramond, décida d'en faire un musée de la filature ouvert à la visite en 1994.
La filature a été inscrite au titre des monuments historiques le 22 février 1994.

## Description
Le musée de la filature est un bâtiment rectangulaire avec un seul étage. Au rez-de-chaussée, on peut voir un battoir, un loup (effilocheuse) et un assortiment de cinq cardes comprenant une drousse (ouvreuse), une repasseuse, une réunisseuse, et deux fileuses, pour préparer les fils cardés.
Les fils passent ensuite au premier étage sur une mule-jenny, semi-automatique à 200 broches (électrique et manuelle).